# 宗座铃

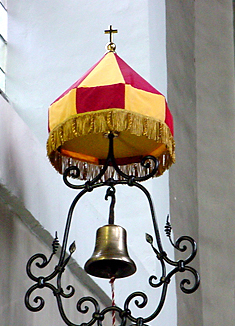
宗座铃和宗座华盖， 一项给予宗座圣殿的特权

宗座铃（拉丁語：Tintinnabulum）是一个挂在杆末端的铃铛，置于天主教宗座圣殿中以表示其与教宗的联系。

## 历史
中世纪的教宗游行时，它被用于提醒罗马民众教宗已来临。